# Uomo falena

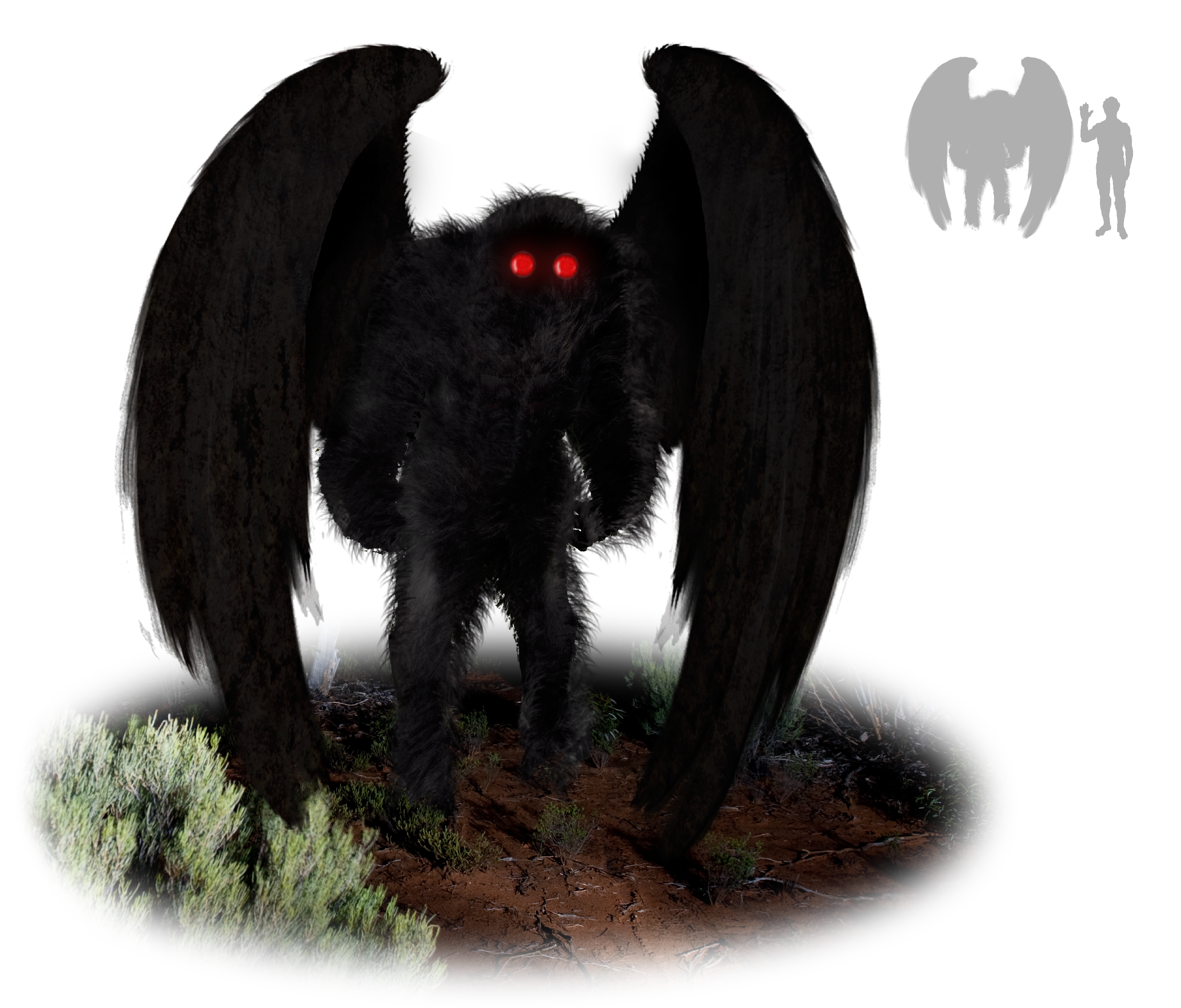
Una rappresentazione dell'uomo falena secondo le descrizioni dalle leggende

Uomo falena (o Mothman in inglese) è una creatura leggendaria metà uomo e metà falena che, secondo una leggenda metropolitana diffusasi negli Stati Uniti nella seconda metà del novecento, sarebbe stata avvistata nelle cittadine di Charleston, Point Pleasant, nella Virginia Occidentale e nell'Ohio fra il novembre 1966 e il dicembre 1967. I sedicenti testimoni descrivono l'apparizione come una specie di essere umano dagli occhi rossi rifrangenti, dotato di ali e di una velocità eccezionale.

## Origine della leggenda
Il primo presunto avvistamento della creatura risale al 12 novembre 1966. Un gruppo di cinque uomini, intenti ad allestire una tomba in un cimitero vicino a Clendenin, affermò di aver visto "una figura umana di colore marrone dotata di ali" sollevarsi in aria dagli alberi vicini. Questo avvistamento non venne riportato subito, ma solo dopo alcuni giorni, in seguito ad altre segnalazioni.
Il presunto avvistamento successivo, relativo al 15 novembre, coinvolse due coppie sposate di Point Pleasant: Roger e Linda Scarberry e Steve e Mary Mallette. Secondo il racconto di una di loro (Linda Scarberry, l'unica che ne volle parlare), stavano passando in automobile nei pressi di una fabbrica di TNT, in disuso dalla seconda guerra mondiale, quando videro due strane luci rosse all'ombra di un vecchio generatore accanto al cancello. Avvicinatisi, si resero conto che le luci erano gli occhi luccicanti di un grosso animale "dalla forma di un uomo, ma più grosso, fra i sei e mezzo e sette di piedi di altezza (circa due metri), con grandi ali ripiegate sulla schiena". Terrorizzati, fuggirono verso la città, seguiti per un certo tratto dalla creatura in volo. Giunti a Mason County, raccontarono l'accaduto al vicesceriffo Millard Halstead, che in seguito ebbe a dichiarare:
Fu un cronista della stampa locale che, riportando l'episodio, battezzò la misteriosa creatura "Mothman", per analogia con Batman (di cui all'epoca stava andando in onda negli Stati Uniti la serie televisiva).
Nei giorni e nei mesi successivi l'uomo falena sarebbe apparso a molti altri abitanti della zona, in genere sempre nei pressi della fabbrica. Le descrizioni dell'aspetto della creatura erano tutte sostanzialmente simili.
A Point Pleasant si trova una scultura che rappresenta la creatura (opera di Robert Roach) e un museo dedicato (il Mothman Museum).

## Avvistamenti
Ecco i principali avvistamenti, accreditati da rilevamenti effettuati sui luoghi interessati:
- 1º settembre 1966 - Scott Missouri - Diverse persone adulte osservano un oggetto a forma d'uomo che manovra a bassa quota
- 1º novembre 1966 - Camp Conley Road - Una Guardia Nazionale osserva una grande figura umana bruna posta su un ramo d'albero
- 12 novembre 1966 - Cimitero di Clendenin - Cinque uomini adulti osservano un oggetto volante bruno a forma d'uomo
- 15 novembre 1966 - Area TNT vecchia centrale elettrica Point Pleasant - Due coppie di sposi avvistano un essere grigiastro dotato di 2 occhi rossi luminosi
- 16 novembre 1966 - Area TNT presso Igloo - Tre adulti, osservano un essere grigio, alto e dotato di due occhi rossi luminosi
- 17 novembre 1966 - Statale 7 Cheschire Ohio - Un ragazzo osserva un essere grigio di forma umana dotato di occhi rossi luminosi, con una apertura alare di 3 metri
- 18 novembre 1966 - Area TNT - Due pompieri osservano un essere molto alto e gigantesco dotato di occhi rossi luminosi
- 20 novembre 1966 - Campbells Creek - Sei adolescenti avvistano un essere grigio, alto, dotato di occhi rossi luminosi
- 24 novembre 1966 - Point Pleasant - Due adulti e due bambini notano un essere gigantesco che vola, dotato di occhi rossi luminosi
- 25 novembre 1966 - Autostrada nei pressi dell'area TNT - un uomo in macchina incontra un essere alto, grigio, con occhi rossi luminosi che l'insegue
- 26 novembre 1966 - Lowell Ohio - Due adulti e due bambini osservano 4 uccelli giganteschi di colore bruno, alti 1,5 metri, con un'apertura alare di 3 metri
- 27 novembre 1966 - Statale Albans - Una casalinga osserva un essere grigio, con occhi rossi luminosi, più alto di un uomo, fermo sul prato
- 27 novembre 1966 - Manson - Una ragazza avvista un essere alto e grigio a forma d'uomo con 3 metri di apertura alare, con occhi rossi luminosi. Insegue l'auto
- 27 novembre 1966 - Statale Albans - Due ragazze osservano alcuni esseri grigi alti 2,10 metri che le inseguono a piedi
- 4 dicembre 1966 - Aeroporto di Gallipolis Ohio - Cinque piloti osservano un uccello gigantesco dal collo lungo,  in un primo tempo scambiato per un aereo, che poi si avvicina a loro ad una velocità costante di 110 km/h senza sbattere le ali
- 6 dicembre 1966 - Maysville Kentucky - Un postino osserva un essere gigantesco simile ad un uccello in volo
- 6 dicembre 1966 - Area TNT - Due adulti osservano una figura grigia dagli occhi rossi e luminosi che li assale
- 7 dicembre 1966 - Statale 33 Ohio - Quattro donne osservano un essere volante la cui forma ricorda un uomo, di colore bruno-argenteo e dagli occhi rossi luminosi
- 8 dicembre 1966 - Statale 35 - Due donne osservano su di una collina una figura indistinta che ha occhi rossi luminosi
- 11 dicembre 1966 - Area TNT - Un ragazzo e un uomo, osservano una figura dall'aspetto umano di colore grigio in volo a grande velocità
- 11 dicembre 1966 - Statale 35 - Una donna osserva un enorme essere grigio con occhi rossi luminosi che sorvola la sua auto
- 11 gennaio 1967 - Point Pleasant - Una casalinga osserva un essere alato delle dimensioni di un piccolo aereo che vola a bassa quota
- 12 marzo 1967 - Letert Falls Ohio - Una donna osserva un grande essere volante dal pelo bianco dalla lunga apertura alare (3 metri) che passa davanti alla sua auto
- 19 maggio 1967 - Area TNT - Una donna osserva un essere volante dagli occhi rossi luminosi che si avvicina ad un oggetto rosso librato in aria e scompare
- 2 novembre 1967 - Area TNT - Una donna osserva una figura grigia gigantesca simile ad un uomo che sorvola un campo sfiorando il suolo
- 7 novembre 1967 - Chief Cornstalk Park - Quattro uomini mentre erano a caccia, osservano una figura gigantesca con gli occhi rossi luminosi. Uno di loro dirà che non ebbe la forza di sparare all'essere perché era in preda al terrore.
- Numerosi avvistamenti riconducibili a un Mothman sono stati segnalati a partire dal 2011 a Chicago, con un picco di decine nel 2017 e ancora negli anni seguenti. Le tante testimonianze sarebbero elencate nel sito Phantoms & Monsters.

### Dettaglio di alcuni dei principali avvistamenti

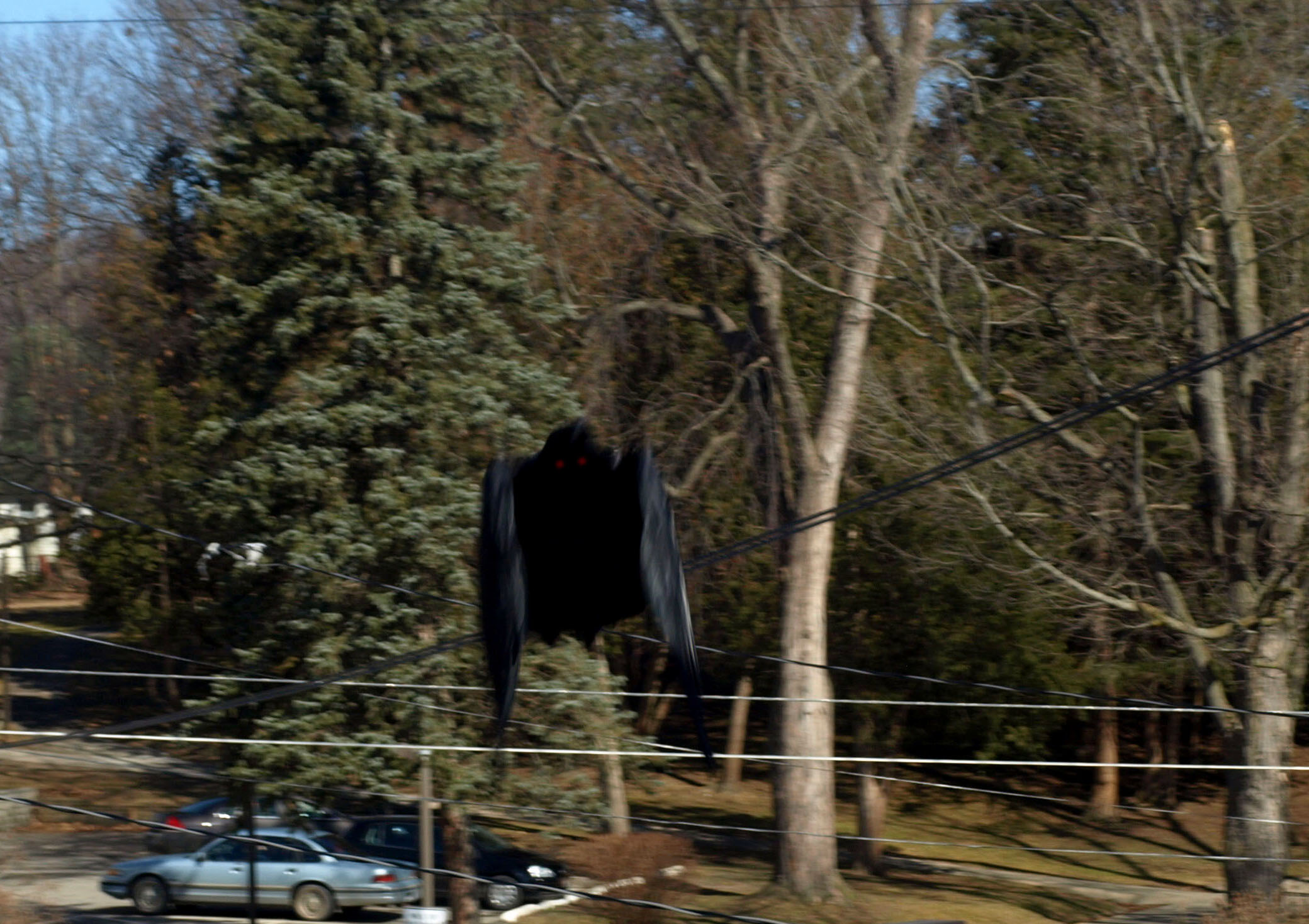
Fotomontaggio raffigurante un ipotetico contatto con un Uomo Falena in pieno giorno

Nella tarda nottata del 15 novembre 1966, due giovani coppie di sposi, Roger e Linda Scarberry e Steve e Mary Mallette, mentre transitavano in auto accanto ad una fabbrica dismessa di esplosivi della seconda guerra mondiale chiamata Area TNT, nei pressi di Point Pleasant, notarono due luci rosse nell'ombra all'interno di una vecchia struttura accanto ad un vecchio generatore della fabbrica. Decisero quindi di fermare l'automobile per vedere meglio di cosa si trattasse. Con loro stupore però, si accorsero che le luci erano occhi rossi luminosi appartenenti ad un grande animale, "dalla forma simile ad un uomo, ma più grande; circa 6,5 o 7 piedi di grandezza, con le ali grandi piegate contro la relativa parte posteriore del corpo (come un pipistrello)"; secondo il racconto di Roger Scarberry le coppie terrorizzate tornarono subito in automobile e si allontanarono lungo la statale 62. Durante tale viaggio videro ancora la creatura ritta in piedi su una collina accanto alla strada; l'essere si levò in volo e seguì la loro automobile fino alle porte della città. Più tardi, dopo aver informato le autorità locali, Scarberry tornò nell'area, ma dello strano essere non fu più trovata alcuna traccia.
La notte successiva, il 16 novembre, alcuni cittadini locali muniti di armi si misero alla ricerca di segni e tracce della creatura nella zona circostante la vecchia fabbrica, ma l'insolita battuta di caccia non portò a nessun risultato.
Nel frattempo il signore e la signora Raymond Wamsley e la signora Marcella Bennett, con sua figlia Teena e suo figlio, si misero in viaggio in automobile per far visita ad alcuni amici, il signore e la signora Thomas. I Thomas vivevano in un bungalow presso "Igloo", un'area piena di strutture a cupola erette per l'immagazzinamento degli esplosivi durante la seconda guerra mondiale, vicino alla stessa area industriale in cui avvenne l'avvistamento la notte precedente. Giunti all'abitazione degli amici i Wamsley notarono una figura misteriosa comparire alle loro spalle. La signora Bennett riferì trattarsi di un grosso essere grigiastro, con occhi rossi emittenti luce, intento a cercare qualche cosa a terra. Dal bungalow dei Thomas il signor Wamsley telefonò alla polizia, mentre l'essere, raggiunto il portico dell'abitazione, scrutò all'interno attraverso una finestra.
Il 24 novembre, quattro agenti avvistarono una creatura simile, in volo sopra l'Area TNT.
La mattina successiva Thomas Ury riferì di avere notato una creatura simile a quella segnalata nei giorni precedenti ritta in piedi in un campo a lato della strada, mentre si dirigeva verso nord lungo l'itinerario 62 nei pressi dell'Area TNT. L'essere aprì le ali e si levò in volo inseguendo l'automobile di Ury, il quale, dopo averla seminata accelerando spaventato, giunse in città e decise di informare lo sceriffo locale dell'accaduto.
Il 27 novembre, la signora Ruth Foster, nel sobborgo di Charleston, in Virginia dell'Ovest, vide una creatura grigia con luminosi occhi rossi, più alta di un uomo, ritta sul prato della sua abitazione, nei pressi della Statale Albans. L'essere scomparve non appena la signora Foster uscì per controllare meglio. La mattina dello stesso giorno una creatura alata dall'aspetto umanoide inseguì una giovane donna presso Mason, in Virginia dell'Ovest; la stessa notte un essere simile venne avvistato nei pressi della Statale Albans da due bambini.

## Descrizione
Descrizione in base alle testimonianze rilasciate:
- Altezza: circa 2 metri.
- Occhi: dotati di luminosità propria, rosso-vivi, distanziati tra loro, di un diametro approssimativo di 5–8 cm.
- Gambe: di tipo umano; l'essere fu visto in posture erette, mentre la deambulazione avvenne con passo strascicato.
- Ali: di aspetto simile a quelle di una falena, vennero viste ripiegate contro il dorso quando non utilizzate e sembrarono vantare un'apertura di circa 3 metri quando adoperate in volo. Venne riferito da più testimoni come il volo avvenisse mantenendole rigide, senza cioè che venissero battute.
- Velocità: avrebbe seguito, senza alcun problema, l'andatura di automobili che si muovevano a 120–160 km/h.
- Verso: alcuni testimoni affermarono che la creatura sembrò emettere in volo dei ronzii metallici.

## Analisi del fenomeno
Numerosi autori hanno studiato il fenomeno degli avvistamenti di Mothman del 1966-67, traendone interpretazioni molto diverse. Autori come Gray Barker, John Keel e A. B. Colvin considerano gli avvistamenti reali, e cercano di darne spiegazione. Barker è stato il primo autore a fare conoscere Mothman ad un pubblico più vasto con il suo libro The Silver Bridge, pubblicato nel 1970. Keel, nel suo celebre romanzo-inchiesta Il caso Mothman (1976) sviluppa una articolata teoria del complotto che si propone di spiegare Mothman mettendolo in relazione con altri misteri come UFO, Men in Black, poltergeist, avvistamenti di Bigfoot, e infine con il crollo del Silver Bridge.
Colvin sostiene che Mothman sia una creatura soprannaturale con l'incarico di aiutare l'umanità in momenti critici, e che la stessa creatura sia nota come Thunderbird presso i nativi americani e come Garuḍa in Asia. Criptozoologi come Mark A. Hall hanno sostenuto che il Mothman sia in effetti un esemplare di una misteriosa specie animale riconducibile agli uccelli giganti del Pleistocene.
Gli scettici (molti dei quali hanno contribuito ai numeri di marzo e aprile 2002 della rivista Skeptical Inquirer) ritengono che i testimoni si siano semplicemente sbagliati, scambiando per una creatura misteriosa un gufo o un barbagianni, probabilmente di una specie di grandi dimensioni come il grande gufo cornuto (il più grande presente negli Stati Uniti). Anche il CSICOP (il "Comitato americano per l'indagine scientifica delle affermazioni sul paranormale") sostiene tale tesi.

## Nella cultura di massa

### Giochi e giocattoli
Alla figura di Mothman si sono ispirati gli autori di diversi giochi; la creatura compare, tra l'altro, nel gioco di ruolo Dark Matter.
Una serie di giocattoli in vinile relativi alla vicenda di Mothman è stata creata da David Horvath (noto anche per essere fra i creatori della linea Uglydolls). I giocattoli (prodotti in numero limitato) sono esposti al Mothman Museum di Point Pleasant.

### Televisione e cinema
Al Mothman fa riferimento Fox Mulder in una puntata di X-Files.
Dal libro di John Keel è stato tratto nel 2002 il film The Mothman Prophecies - Voci dall'ombra, diretto da Mark Pellington e interpretato da Richard Gere e Laura Linney.
Nella quinta stagione di Riverdale gli uomini falena sono al centro della trama principale.
Nella serie animata per adulti di Netflix intitolata Inside Job l'Uomo Falena è un personaggio ricorrente e rappresentato in modo demenziale.

### Fumetti
Mothman è il nome di uno dei supereroi di Watchmen, fumetto creato da Alan Moore.
La mostruosa mutazione denominata Charaxes del personaggio Killer Moth dei fumetti DC Comics è spesso chiamata "Mothman" e appare ispirata al criptide.
Sui numeri 3471 e 3472 del settimanale italiano Topolino è stata recentemente pubblicata la storia Topolino e il Ritorno dell'uomo Falena, di diretta ispirazione agli avvistamenti realmente avvenuti negli anni 60.

### Musica
Julie and the Mothman è una canzone del gruppo rock Kasabian, pubblicata come b-side del singolo Underdog nel 2009. La canzone è stata proposta come apertura dei concerti della band durante il tour successivo al disco West Ryder Pauper Lunatic Asylum.
La band italiana hardcore punk indipendente Ekidna Orgy ha dedicato al criptide la canzone Mothman, presente nell'EP del 2013 Cimitero.

### Videogiochi
Il personaggio di Mothman è stato inserito nel videogioco Fallout 76, di produzione di Bethesda. Si tratta di un NPC che osserva il giocatore da lontano. La mappa del gioco, ambientato nella Virginia Occidentale, presenta anche la cittadina di Point Pleasant e il Mothman Museum.
Nella saga videoludica Shin Megami Tensei, e negli spin off della serie Persona, Mothman appare come un demone evocabile dal giocatore.